# Vapa (miasto Čačak)
Vapa (cyr. Вапа) – wieś w Serbii, w okręgu morawickim, w mieście Čačak. W 2011 roku liczyła 695 mieszkańców.